# Casas de Benítez
Casas de Benítez è un comune spagnolo di 1 052 abitanti situato nella comunità autonoma di Castiglia-La Mancia.